# Internet Explorer 4
Microsoft Internet Explorer 4 (abreviado como IE4) é uma versão do navegador Internet Explorer da Microsoft. Foi lançado em setembro de 1997, inicialmente para o Microsoft Windows, mas nos meses seguintes foram disponibilizadas versões compatíveis com Mac OS, Solaris, e HP-UX.
Foi o pioneiro na chamada guerra dos navegadores. Seus métodos de distribuição e integração ao Windows faziam com que a popularidade do browser aumentassem cada vez mais, porém processos anti-truste começaram a aparecer (principalmente do rival Netscape). A versão 4.0 foi incluído com o Windows 95 OSR 2.5 e 4.01 no Windows 98. IE4 market share dropped under 1% by 2004. IE4 market share dropped under 1% by 2004.

## Versões

### Visão geral
Mac OS:
- Versão 4.0 – 6 de janeiro de 1998
- Versão 4.5 – 5 de janeiro de 1999

| Versão maior | Versão menor | Data de lançamente  | Alterações significantes                             | Compatível com                                    |
| ------------ | ------------ | ------------------- | ---------------------------------------------------- | ------------------------------------------------- |
| Versão 4     | 4.0 Beta 1   | abril de 1997       | Aperfeiçoado o suporte para o CSS e o Microsoft DOM. |                                                   |
| Versão 4     | 4.0 Beta 2   | julho de 1997       | Aperfeiçoado o suporte para o HTML e o CSS.          |                                                   |
| Versão 4     | 4.0          | setembro de 1997    | Aperfeiçoado o suporte para o HTML e o CSS.          | Windows 95 OSR 2.5                                |
| Versão 4     | 4.01         | 18 de novembro 1997 | Versão de correção de bugs.                          | Windows 98 Windows NT 4.0 Terminal Server Edition |

### Comparação de recursos de todas as plataformas
| Recurso                                                                       | Windows 95, 98, NT 4.0 | Windows 3.x, NT 3.5 | Mac OS | Unix |
| Active Desktop                                                                | Sim                    | Não                 | Não    |      |
| Autocomplementar                                                              | Sim                    | Não                 | Sim    |      |
| Active Channel                                                                | Sim                    | Sim                 | Sim    |      |
| Microsoft Chat 2.x                                                            | Sim                    | Não                 | Não    |      |
| Dynamic HTML                                                                  | Sim                    | Sim                 | Sim    |      |
| DirectX                                                                       | Sim                    | Não                 | Não    |      |
| Barras do Explorer                                                            | Sim                    | Sim                 | Sim    |      |
| FrontPage Express                                                             | Sim                    | Não                 | Não    |      |
| Conexão da Intenet                                                            | Sim                    | Sim                 | Sim    |      |
| Internet Mail and News                                                        | Sim                    | Sim                 | Sim    |      |
| JavaScript                                                                    | Sim                    | Sim                 | Sim    |      |
| NetMeeting                                                                    | Sim                    | Não                 | Não    |      |
| NetShow                                                                       | Sim                    | Sim                 | Não    |      |
| Outlook Express                                                               | Sim                    | Não                 | Sim    |      |
| Personal Web Server                                                           | Sim                    | Não                 | Sim    |      |
| RealAudio                                                                     | Sim                    | Sim                 | Sim    |      |
| Zona de Segurança                                                             | Sim                    | Sim                 | Sim    |      |
| Shockwave                                                                     | Sim                    | Sim                 | Sim    |      |
| Fontes TrueType                                                               | Sim                    | Sim                 | Sim    |      |
| Serviço de Publicação na Web                                                  | Sim                    | Não                 | Não    |      |
| Fonte:Sweet, Steven. «Internet Explorer for Any System». PC novice. 6 (9): 23 |                        |                     |        |      |